# Constituição dos Estados Unidos
A Constituição dos Estados Unidos é a lei suprema dos Estados Unidos. A constituição, originalmente composta por sete artigos, pela qual o governo federal está dividido em três ramos: o Poder Legislativo, que consiste no Congresso bicameral; o Poder Executivo, constituído pelo Presidente e pelo Vice-presidente; e o Poder Judiciário, que consiste na Suprema Corte e outros tribunais federais. Os Artigos Quatro, Cinco e Seis definem os conceitos do federalismo, que descrevem os direitos e responsabilidades dos governos estaduais e dos estados em relação ao governo federal. O Sétimo Artigo estabelece o procedimento posteriormente utilizado pelos treze estados a ratificá-lo. A Constituição dos Estados Unidos é a constituição nacional escrita e codificada mais antiga e mais antiga em vigor no mundo.
Desde que a constituição entrou em vigor em 1789, foi alterada vinte e sete vezes. Em geral, as dez primeiras emendas, conhecidas coletivamente como o Bill of Rights ("Carta de Direitos"), oferecem proteções específicas de liberdade individual incluso a religiosa e de justiça, além de restringir os poderes do governo. A maioria das dezessete alterações posteriores visaram expandir os direitos civis individuais. Outras abordaram as questões relacionadas com a autoridade federal ou modificações nos processos e procedimentos do governo. As emendas à Constituição dos Estados Unidos, ao contrário daquelas feitas em muitas constituições ao redor do mundo, são acrescentadas ao final do documento. Com sete artigos e vinte e sete emendas, é a mais curta constituição escrita em vigor. Todas as cinco páginas da constituição original estão escritas em pergaminho.

## História
Foi discutida e aprovada pela Convenção Constitucional de Filadélfia (no estado da Pensilvânia), entre 25 de maio e 17 de setembro de 1787.
Naquele ano, os Estados Unidos aprovaram a sua primeira e, até hoje, única constituição. A constituição exprime um meio-termo entre a tendência estadista defendida por Thomas Jefferson, que queria grande autonomia política para os Estados membros da federação, e a tendência federalista que lutava por um poder central forte.
É a segunda constituição mais antiga em vigor, ficando atrás apenas da Constituição de San Marino que vigora desde 1600. Os seus autores eram influenciados fortemente pelo pacifismo, sendo que eram contra o uso político-econômico das guerras e o poder dos bancos e a emissão de papel-moeda para sustentar dívidas privadas.
A Décima Oitava Emenda foi revogada pela Vigésima Primeira Emenda em 5 de dezembro de 1933. Foi a única emenda da Constituição Americana a ser revogada.

## Alguns aspectos
O Presidente dos Estados Unidos é eleito pelo período de quatro anos pelos cidadãos eleitores num sistema em que os candidatos não ganham diretamente pelo número absoluto de votos no país, mas dependem da apuração em cada estado, que manda para uma espécie de segunda eleição votos em número proporcional a sua população para o vencedor em seu território.
Duas casas compõem o Congresso: a Câmara dos Representantes, com delegados de cada estado na proporção de suas populações; e o Senado dos Estados Unidos, com dois representantes por estado. O Congresso vota leis e orçamentos. O Senado vela pela política exterior principalmente. A Suprema Corte, composta por juízes indicados pelo presidente e aprovados pelo Senado, resolve os conflitos entre estados e entre estes e a União, garantindo a supremacia da Constituição federal em relação às constituições estaduais e as leis do país.
A Constituição dos Estados Unidos prevê um sistema de alterações, por intermédio de emendas, tendo ao longo dos anos sido aprovadas um total de 27.

Texto da primeira emenda
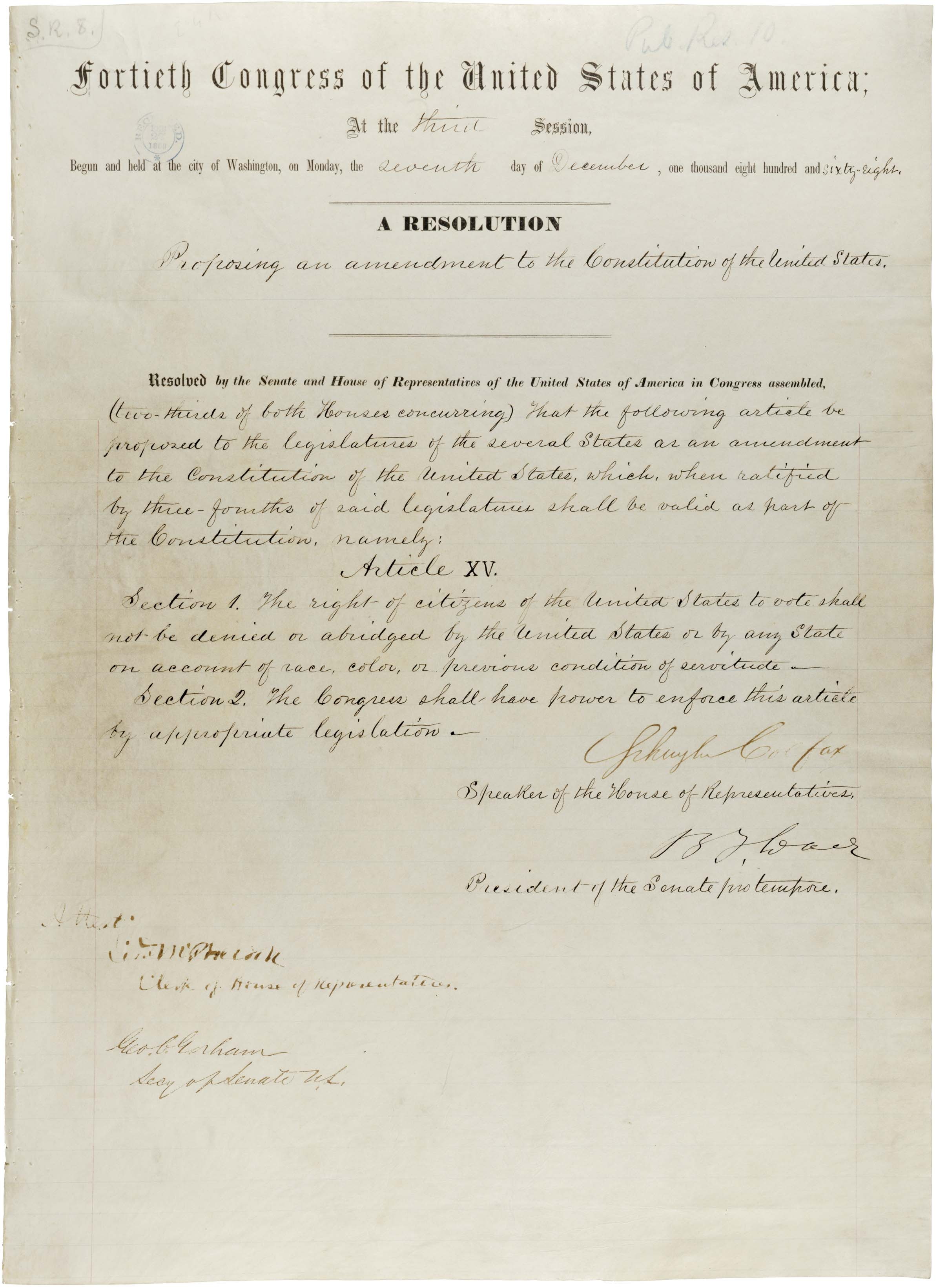
Reprodução da 15ª Emenda

As 10 primeiras emendas são designadas pela Carta dos Direitos dos Estados Unidos (Bill of Rights) por conterem os direitos básicos do cidadão face ao poder do estado. Não tendo sido consensual a sua inserção no texto original da constituição, foram apresentadas depois da entrada em vigor da constituição.
Como disse o juiz Warren Burger, que por mais tempo presidiu a Suprema Corte americana:
A constituição representou não uma concessão de poder dos governantes aos governados - como o Rei João sem Terra concedeu a Magna Carta em Runnymede em 1215 - mas uma delegação de poder feita pelo povo ao governo que criou.

## Religião cívica
Há um ponto de vista que afirma que alguns americanos passaram a ver os documentos da Constituição, juntamente com a Declaração de Independência e a Declaração de Direitos, como sendo a pedra angular de um tipo de religião civil. Alguns comentaristas descrevem os Estados Unidos, multiétnicos e multissectários, como sendo unidos por uma ortodoxia política, em contraste com um Estado-nação de pessoas que possuem laços mais "naturais".

## Influência mundial

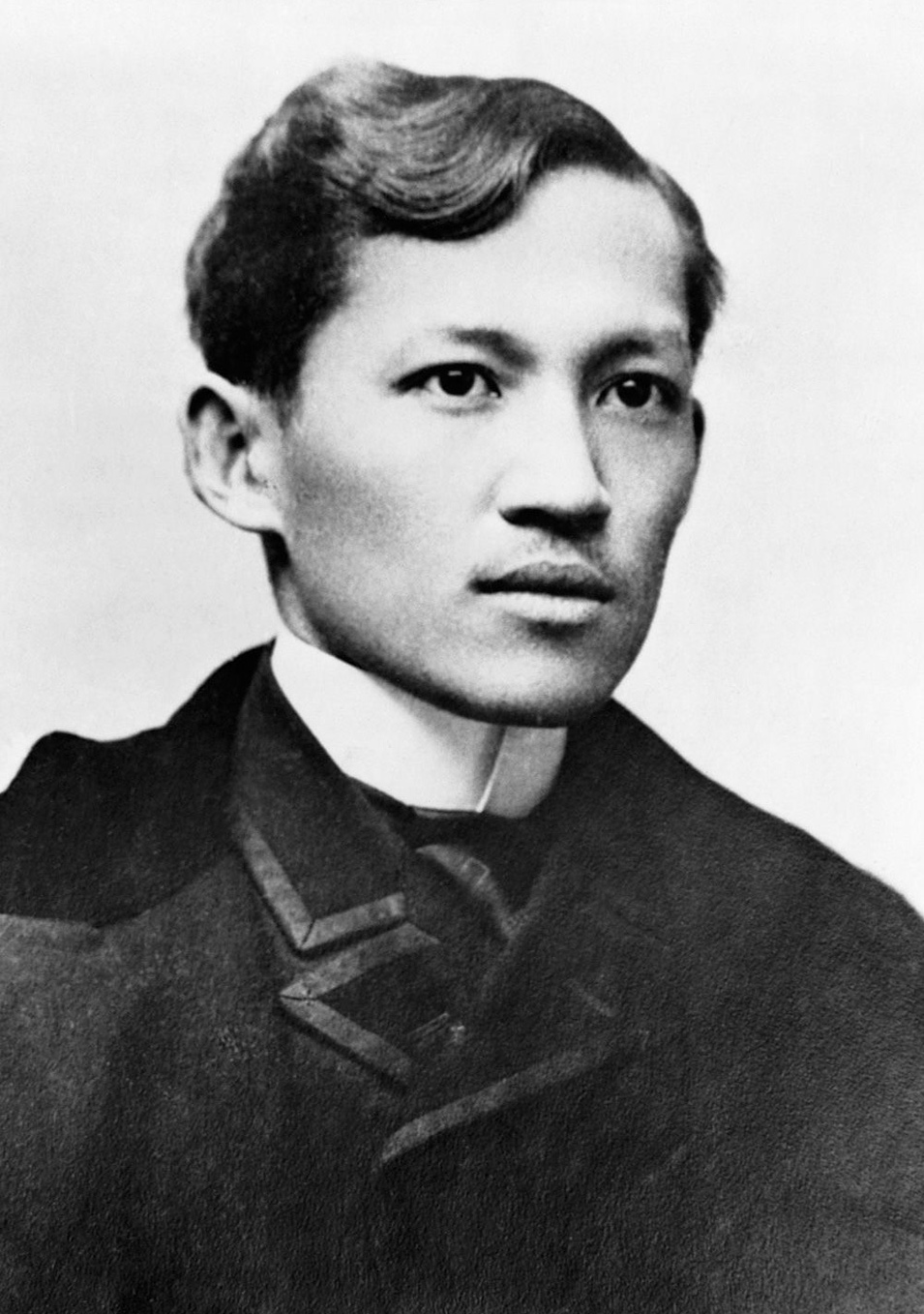
José Rizal
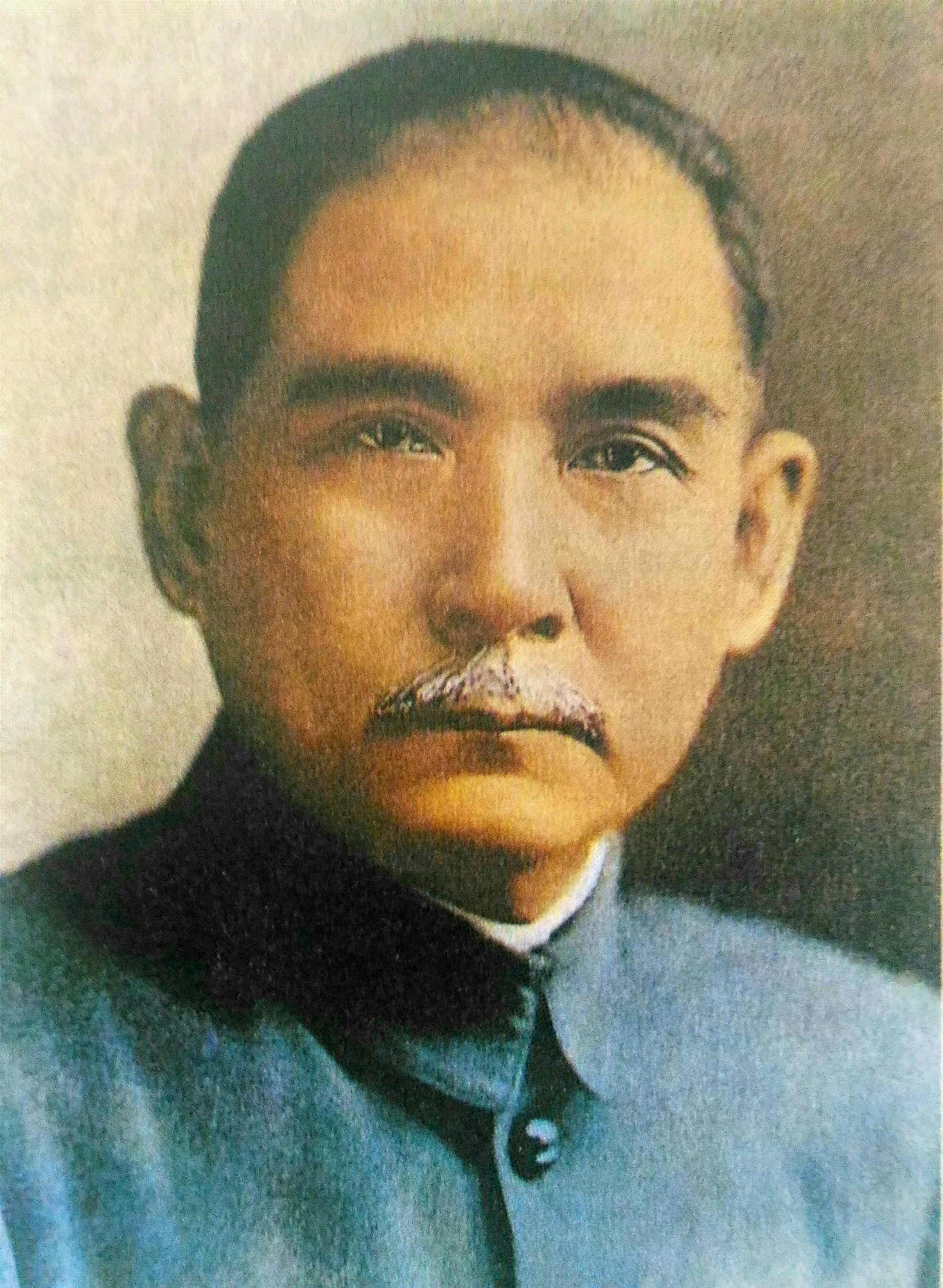
Sun Yat-sen

A Constituição dos Estados Unidos tem sido um modelo notável de governança em todo o mundo, especialmente durante a década de 1970. Sua influência internacional é observada em semelhanças na redação e em trechos emprestados de outras constituições, bem como nos princípios do estado de direito, separação de Poderes e reconhecimento dos direitos individuais.
A experiência americana com a lei fundamental, incluindo emendas e revisão judicial, motivou constitucionalistas em momentos em que consideravam as possibilidades para o futuro de suas nações. Essa experiência influenciou Abraham Lincoln durante a Guerra Civil Americana, seu contemporâneo e aliado Benito Juárez, do México, e a segunda geração de nacionalistas constitucionais do século XIX, como José Rizal, das Filipinas, e Sun Yat-sen, da China. Os redatores da Constituição australiana integraram ideias federais dos Estados Unidos e de outras constituições.
Desde a década de 1980, a influência da Constituição dos Estados Unidos tem diminuído à medida que outros países criaram novas constituições ou atualizaram constituições mais antigas, um processo que Sanford Levinson acredita ser mais difícil nos Estados Unidos do que em qualquer outro país.

## Críticas

### Dificuldade de emendar
Sanford Levinson escreveu em 2006 que tem sido a constituição mais difícil do mundo para emendar desde a queda da Iugoslávia. Levitsky e Ziblatt argumentam que a Constituição dos EUA é a mais difícil do mundo para emendar, e que isso ajuda a explicar por que os EUA ainda possuem tantas instituições antidemocráticas que a maioria ou todas as outras democracias reformaram, permitindo diretamente um retrocesso democrático significativo nos Estados Unidos.

### Preâmbulo
Muitos criticaram a declaração de abertura "Nós, o Povo", questionando quem eles pretendiam com "nós" e "o Povo", uma vez que excluíram tantos grupos de pessoas, como indígenas americanos e escravos africanos, e as mulheres não podiam votar. O significado aparente pretendido é que "o Povo" se refere apenas a homens europeus de origens protestantes ou deístas.

## Comemorações
Em 1937, o Serviço Postal dos EUA, a pedido do presidente Franklin Delano Roosevelt, um entusiasta de colecionar selos, lançou um selo comemorativo celebrando o 150º aniversário da assinatura da Constituição dos EUA. A gravura deste selo é baseada em uma pintura de 1856 de Junius Brutus Stearns, que retrata delegados assinando a Constituição na Convenção de 1787. No ano seguinte, outro selo comemorativo foi emitido, celebrando o 150º aniversário da ratificação da Constituição. Em 1987, o governo dos EUA cunhou uma moeda de prata de 1987 em celebração ao 200º aniversário da assinatura da Constituição.
|  |  |  |